# Matt Reis
Matt Reis (ur. 28 marca 1975 w Atlancie) – amerykański piłkarz występujący na pozycji bramkarza.

## Kariera klubowa
Reis karierę rozpoczynał w 1994 roku w drużynie UCLA Bruins z uczelni University of California, Los Angeles. W 1998 roku poprzez MLS College Draft trafił do Los Angeles Galaxy z MLS. Przez część 2000 grał na wypożyczeniu w Orange County Zodiac. W tamtym sezonie wraz z Galaxy wygrał Ligę Mistrzów CONCACAF. W 2002 roku zdobył z nim także MLS Cup.
W 2003 roku Reis odszedł do New England Revolution, także grającego w MLS. Zadebiutował tam 19 lipca 2003 roku w przegranym 1:3 pojedynku z Chicago Fire. W 2013 zakończył karierę.

## Kariera reprezentacyjna
W reprezentacji Stanów Zjednoczonych Reis zadebiutował 23 stycznia 2006 roku w zremisowanym 0:0 towarzyskim meczu z Kanadą. Rok wcześniej, w 2005 roku został powołany do kadry na Złoty Puchar CONCACAF. Nie zagrał jednak na nim w żadnym meczu, a zespół Stanów Zjednoczonych został triumfatorem turnieju.